# ハインドマーシュ・スタジアム
ハインドマーシュ・スタジアム（英: Hindmarsh Stadium）は、オーストラリア・アデレードにある球技場。
2000年シドニーオリンピックのサッカー競技開催のため改修を行い、サッカーの会場のひとつとして使用された。日本代表が準々決勝でアメリカにPK戦の末敗れた試合もこのスタジアムで行われた。
2005年からはAリーグのアデレード・ユナイテッドの本拠地として使用されている。
2008年のAFCチャンピオンズリーグでは11月12日に決勝第2戦が開催され（第1戦は11月5日に万博記念競技場で開催され、ガンバ大阪が3-0で勝利）、ガンバ大阪が地元のアデレード・ユナイテッドを2-0で破りAFCチャンピオンズリーグ初優勝を決めた（日本勢では前年の浦和レッズに続いて2連覇達成）。

## 外部リンク

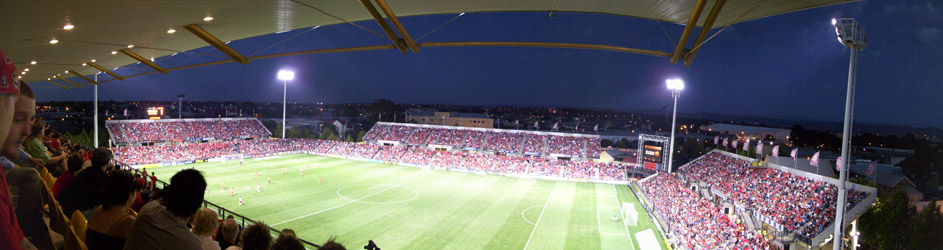
2009年のAリーグの試合、パース・グローリー対アデレード・ユナイテッドの様子